# کریزوکل
کریزوکولا (به انگلیسی: Chrysocolla) با فرمول شیمیایی CuSiO3·nH2O از مجموعه کانی هاست و از کلمات یونانی Khrusos یعنی طلا و Kolla به معنی چسب گرفته شده‌است. این کانی ناپایدار برای اولین بار در چک اسلواکی کشف شد و از نظر شکل بلور: منشوری - آسیکولار، رنگ: سبز -آبی - سبز تا آبی، شفافیت: نیمه شفاف، جلا: شیشه‌ای - کدر، رخ: ندارد، سیستم تبلور: آمورف و در رده‌بندی سیلیکات است و منشأ تشکیل آن ثانوی است.
همایند کانی‌شناسی (پاراژنز) آن اوریچالکیت- کوپریت- آزوریت- مالاکیت و... است
، از نظر ژیزمان قلوه‌ای - استالاکتیت - اگرگات خوشه‌ای - توده‌ای - خاکی فراوان است و بیشتر در آلمان غربی، مکزیک، شیلی، آمریکا و روسیه یافت می‌شود.

## نگارخانه

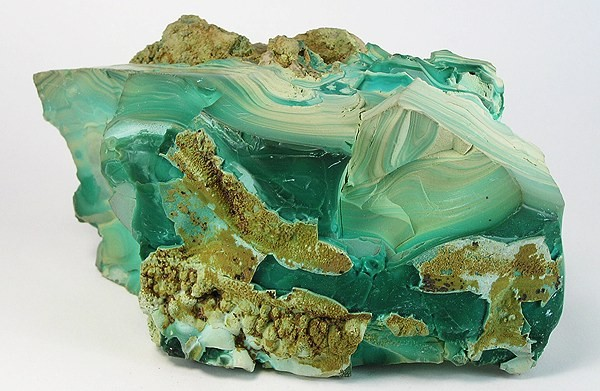
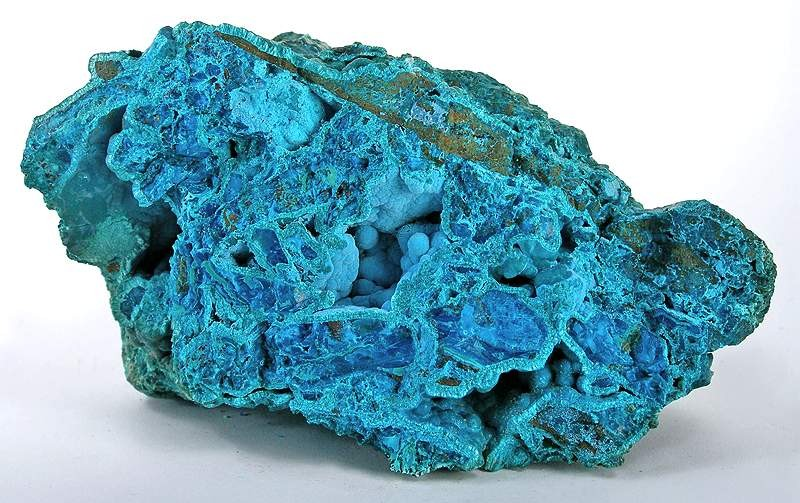
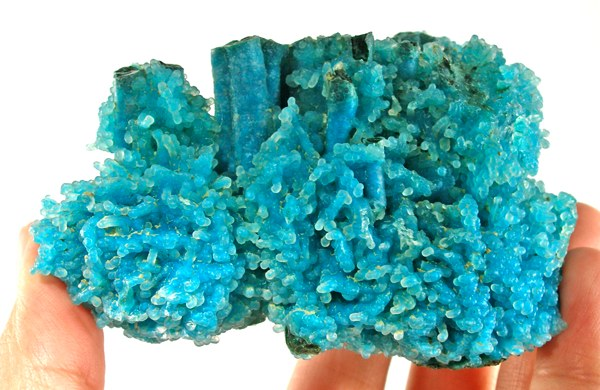
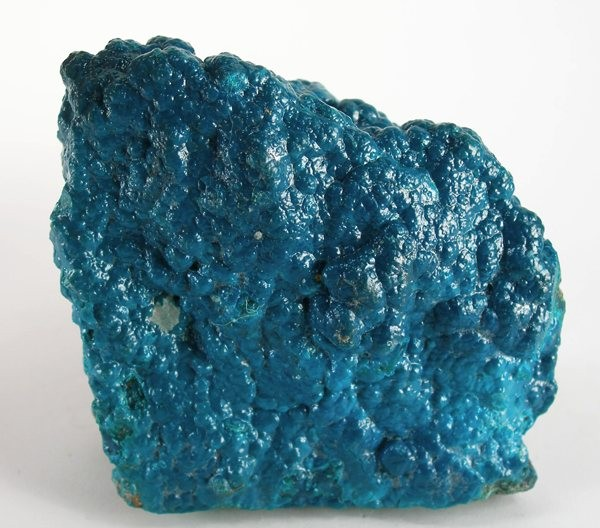
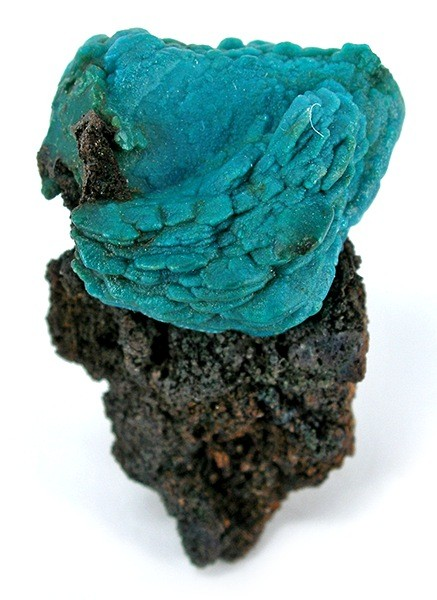